# 的場均
的場 均（まとば ひとし、1957年3月25日 - ）は、日本中央競馬会 (JRA) 所属の元騎手で、現在は調教師。
1975年に騎手デビュー。若手のころより頭角を現し、関東所属の上位騎手として定着。1989年にドクタースパートで皐月賞を制したことを皮切りに、1990年代に入り数々のGI競走を制する。特にGI競走3勝のライスシャワー、同4勝のグラスワンダーとは名コンビを謳われた。また、なんらかの記録が懸かった馬を破る例が多かったことから「ヒットマン」などとも称された。2001年2月に引退。騎手通算成績は12387戦1454勝（うちJRA12309戦1440勝）、GI競走13勝を含む重賞68勝（同前63勝）。調教師として、2002年より美浦トレーニングセンターに厩舎開業。
JRA騎手の的場勇人は息子。元調教師の柄崎義信は舅、同じく元調教師の柄崎孝は義兄。元騎手で現調教師の柄崎将寿は甥。

## 来歴

### 騎手デビューまで
1957年、北海道新冠郡新冠町の農家に、10人兄弟の末子として生まれる。実家は米作を家業として農耕馬を飼養し、また、かたわらで競走馬の生産も手がけており、馬はごく身近な存在であった。1961年、父親に連れられて札幌競馬場を訪れ、はじめて競馬の様子を目の当たりにする。そこで騎手たちの姿に憧れを抱き、このときよりおぼろげながら将来に騎手を志した。小学生になってからは厩舎作業の手伝いもこなすようになり、また、家で飼う農耕馬にまたがり、独学で乗馬技術を覚えていった。
中学3年次の秋に中央競馬の騎手養成長期課程を受験したが、不合格となる。しかし受験の手続きを買って出た人物から、中央競馬の厩舎で作業をこなしながら騎手を目指す「短期講習生」という道があることを知らされ、後に知人の伝手を頼って中山競馬場所属の調教師・大久保房松を紹介された。大久保は75歳と高齢で「もう弟子はとらない」と一度は断られたが、実家での直接面談を経て入門が決まり、1972年4月に上京。大久保厩舎の一員となった。厩舎の兄弟子には当時のトップジョッキーであり、後に騎手顕彰者として殿堂入りを果たす郷原洋行がいた。
大久保は昔ながらの「技術は見て盗むもの」という信条をもち、的場が彼から具体的な技術を教わることはなかったが、しかしごく未熟なうちから調教騎乗の機会を積極的に与えられ、そこで何らかのミスがあっても叱られることはほとんどなかった。一方で郷原からはしばしば叱られつつも騎乗技術の要点を具体的に教わり、的場は本人の言う「絶妙なバランス」の中で育成されていった。的場が郷原から叩き込まれた最も大切な技術は「馬との約束事をいかに作るか」という部分であったという。

### 騎手時代
1975年3月1日に騎手免許を取得。同日の中山開催でデビューする予定だったが、騎乗するはずだった1頭が故障のため出走できなくなり、翌週のデビューとなった。初戦は中山開催でタイコウヒメに騎乗して11着。初勝利は7月6日の中山開催、騎乗馬リュウセイで挙げた。当初は同期生が続々と勝ち上がっていく焦りから早仕掛けのレースを繰り返していたが、秋の東京開催で久保田金造厩舎の馬に騎乗した際、「残り200mまで仕掛けを待て」という指示から勝利を挙げたことで、学ぶものが多かったという。
初年度は12勝、2年目には重賞初勝利のスプリンターズステークス（騎乗馬ジャンボキング）を含む27勝、3年目には関東5位（全国7位）の46勝を挙げ、名騎手がひしめく関東において若手有望株として注目を集める。以後も着実に地歩を固めていき、ランキング上位に定着した。かつて郷原が手本としていた野平祐二は、若手時代の的場について「デビュー当時から、新人としては際だったスタイルをしていた。レースの運び方に柔軟性があってリズムもある点と、鞭の使い方が垢抜けているのが、彼の大きな財産といえる。ほとんど欠点といった欠点がない騎手で、岡部幸雄、柴田政人が的場と同じ年の頃には、とても彼ほどの技術はなかった」と評している。他方、八大競走・グレード制導入（1984年）後のGI競走には縁遠く、JRAが作成したポスター「ジョッキー列伝」のコピーでも「不思議なことに的場均は、いまだにGIを勝っていない」と記されていた。
1989年2月、大久保が定年のため調教師を引退し、これを機に的場はフリーとなる。4月16日、義兄の柄崎孝が管理するドクタースパートで皐月賞を制し、デビュー15年目にしてGI競走を初制覇。さらに1990年にはリンドシェーバーで朝日杯3歳ステークスを制し、GI2勝目を挙げた。
1992年のクラシック三冠路線において、的場はライスシャワーに騎乗。的場は当初、同馬をさほど高く評価していなかったが、東京優駿（日本ダービー）2着を経て見直し、秋には三冠最終戦・菊花賞に臨んだ。この競走では春の皐月賞と日本ダービーを制したミホノブルボンに史上5頭目のクラシック三冠達成が懸かっていたが、的場ライスシャワーはこれを破っての優勝を果たした。さらに1993年には、天皇賞（春）で史上初の三連覇が懸かっていたメジロマックイーンを退け優勝。ライスシャワーは仇役的なイメージを持たれることになり、これに伴い的場にも「刺客」、「ヒットマン」といった渾名が冠されるようになった。翌1994年8月には史上11人目となるJRA通算1000勝を達成している。
その後、ライスシャワーは低迷を経て1995年の天皇賞（春）で復活し、GI3勝目を挙げたが、その次走の宝塚記念競走中に骨折し、安楽死処分となった。的場はライスシャワーについて、「ともにレースを走っているときは無我夢中で気がついていなかったが、振り返ってみればみるほど、馬というものが、人間には計り知れないものを、どれほどいっぱい持っているのかを、ライスシャワーは僕に教えてくれたような気がする、彼に出会う前の僕が、もしそうしたことをもっと分かっていたら、もっといい接し方をしてあげることもできたかもしれないと思う」と述べている。

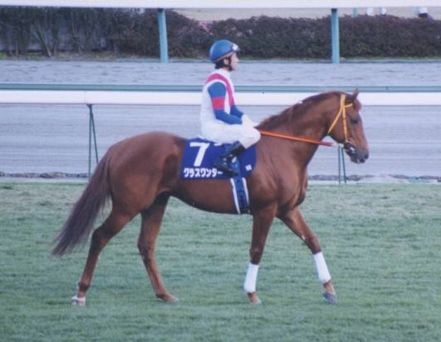
有馬記念でグラスワンダーに騎乗（1999年12月26日）

1997年、JRA騎手で初めてバレットを雇用。同年にはエリモシックでエリザベス女王杯に優勝。さらにグラスワンダーで朝日杯3歳ステークスも制した。レーティングではJRA所属の2歳馬として史上最高の評価を受けたグラスワンダーであったが、翌1998年3月に故障で戦線を離脱。その休養中、的場は別に主戦騎手を務めていたエルコンドルパサーでNHKマイルカップを制した。グラスワンダーは秋に復帰し、両馬は毎日王冠で顔を合わせる。両馬を互角とみていた的場は悩みに悩んだが、最終的にグラスワンダーを選択。当時不調であったグラスワンダーは復帰から2戦で敗れ、一方のエルコンドルパサーは蛯名正義を背にジャパンカップに優勝したため「的場は選択を誤った」ともいわれた。しかしグラスワンダーは年末の有馬記念で復活勝利を挙げると、翌1999年にも宝塚記念、有馬記念を制してGI計4勝を挙げる活躍をみせた。また、的場が手放したエルコンドルパサーは1999年に行ったフランス遠征でサンクルー大賞に優勝、欧州最高峰とされる凱旋門賞2着という成績を残し、同年のJRA年度代表馬に選ばれた。的場は両馬について、「同じ年に生まれ、同じく外国産馬で、同じように賢く、強い、素晴らしい馬だった。だからこそ、僕も悩んだ。（中略）奇妙な役回りではあったが、その両者に関わることができた僕は、とてつもなく苦しかったけど、とてつもなく幸運だったのかもしれない」と述べている。的場はグラスワンダーの引退式で「グラスワンダーの、本当の強さを皆さんに見せることができなかったのが、残念でなりません」とのコメントを述べており、グラスワンダーへの（的場を含めた）関係者の期待がいかに高いものであったかを物語るエピソードとして知られている。
2000年、アグネスデジタルでのマイルチャンピオンシップ制覇が最後のGI勝利となる。のち調教師免許試験の合格に伴い、2001年2月をもって騎手を引退。同月25日、中山競馬場で引退式が行われた。JRAにおける通算成績は12309戦1440勝、うちGI競走13勝を含む重賞63勝。

### 調教師時代
3月1日、美浦トレーニングセンターに厩舎を開業。翌2日に管理馬が初出走し、6月1日にユウワンキングで初勝利を挙げた。2006年には息子の勇人が騎手デビューしている。
2007年には、騎手時代に東京優駿（日本ダービー）あるいは優駿牝馬（オークス）の優勝経験がある者を集めたエキシビション競走「ジョッキーマスターズ」が開催され、的場も1998年にオークスを制したエリモエクセルの勝負服色で参戦し、9頭立て6着という結果であった。

## 人物

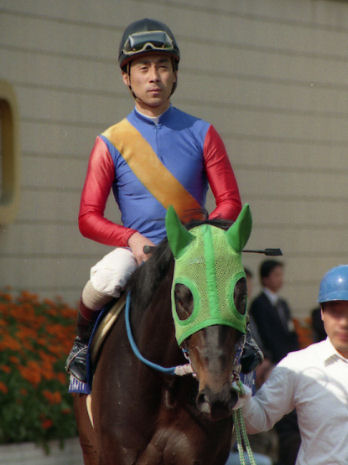
ライスシャワーに騎乗する的場。

早くから頭角を現したことから、世に「的場時代」の到来を待望され、野平祐二からは「近い将来、必ずリーディング・ジョッキーの座に君臨する」と評され、「次代を担う騎手」と言われ続けた。最終的には、ランキングでは1994年の全国3位（関東2位）、勝利数では1995年の94勝が最高という結果となり、引退時には「いぶし銀の名手」という言葉で送られた。ライターの江面弘也は「それでも的場ほどデビュー当初から引退するまで一定のレベルを保ちながら活躍した騎手はいない。腕や技術は誰からも高く評価され、堅実な手綱さばきはファンの信頼も厚く、本命党には信頼され、穴党にはさらに頼りにされた」と評している。
出走相手の記録を阻止する騎手として知られた。ライスシャワーによるミホノブルボン三冠阻止、メジロマックイーンの天皇賞（春）三連覇阻止が有名だが、ほかにもヨシノスキーでカネミカサの中山記念三連覇を、テュデナムキングでエイティトウショウの中山記念三連覇を、エリモシックでダンスパートナーのエリザベス女王杯二連覇を、2000年のマイルチャンピオンシップではアグネスデジタルで安藤勝己のGI初制覇を阻止している。ただし的場自身はライスシャワーとのコンビについて「競走馬と勝負師が勝ちにいっているのだ、そこには悪役も何も、ないはずである」と、こうしたイメージの定着についての不快感を表明している。ライターの笹本晃彦は的場について「『誠実な印象の二枚目』でありながら、しっかりと『いやらしくて、エゲツなくて、冷酷無比のヒットマン』であるという希有なキャラクター」としたうえで、「冷酷無比のヒットマンではあるけれど、そのスーパー・ウェポンはやっぱり、パートナーを信頼する『誠実な技巧』なのだ」と評した。

大競走を勝ってもガッツポーズをすることがなかった。的場自身はその理由として次のように述べている。
2004年に騎手デビューした川田将雅は、競馬学校在籍時に講師として訪れた的場から「僕らはゴールしたらいくらでも喜べるけど、馬が一番しんどい思いをしているんだから、やっとゴールしたときにガッツポーズはしない」という話を聞き、できる限りガッツポーズをしないよう心がけているという。
伊藤雄二によると、的場は一日の開催を終えると必ず騎乗馬の各馬房を訪ね、馬の無事を確認していたといい、これについて伊藤は「なかなかできることではない。一事が万事という言葉もあるが、大久保房松調教師を通して、競馬の古き良き時代のきちんとした躾を受けて育った騎手」と評した。兄弟子の郷原からは「前向きで誠実で努力を惜しまない男。これは誰もが知っている」との言葉を贈られている。
女性ファンを多く抱えていたともされ、『優駿』が1986年に読者へ行った「グッドルッキング・ジョッキー」というアンケートでは、嶋田功と同数での2位となっている。

## 逸話
通算1000勝を達成した際、これを記念して歌手のさだまさしが「ひとりぽっちのダービー」という曲を制作し、これを的場自身が歌ったCDが関係者に配布された。レコード会社から発売の打診もあったが、これは断ったという。さだが歌ったものがアルバム『おもひで泥棒』に収められている。

## 騎手成績
1. 出典：日本中央競馬会ホームページ・引退騎手名鑑「的場均」。掲載されていない情報については個別に出典を付す。
2. 年度別成績「重賞勝利馬」の括弧内太字はGI競走。

| 開催 | 通算成績 | 1着  | 2着  | 3着  | 騎乗数 | 勝率 | 連対率 |
| ---- | -------- | ---- | ---- | ---- | ------ | ---- | ------ |
| 中央 | 平地     | 1439 | 1364 | 1208 | 12292  | .117 | .228   |
| 中央 | 障害     | 1    | 2    | 3    | 17     | .059 | .176   |
| 中央 | 計       | 1440 | 1366 | 1211 | 12309  | .117 | .228   |
| 地方 | 平地     | 14   | 10   | 7    | 78     | .179 | .308   |
|      | 総計     | 1454 | 1376 | 1218 | 12387  | .117 | .228   |

### 年度別成績
| 年     | 勝利数 | 騎乗数 | 勝率 | 重賞勝利馬（優勝競走） |
| ------ | ------ | ------ | ---- | --- |
| 1975年 | 12勝   | 127回  | .094 | |
| 1976年 | 27勝   | 287回  | .094 | ジャンボキング（スプリンターズステークス） |
| 1977年 | 46勝   | 336回  | .137 | |
| 1978年 | 37勝   | 352回  | .105 | |
| 1979年 | 31勝   | 350回  | .089 | ロイヤルシンザン（安田記念） |
| 1980年 | 34勝   | 328回  | .104 | ヨシノスキー（日刊スポーツ賞金杯、中山記念） |
| 1981年 | 48勝   | 345回  | .139 | キタノリキオー（札幌記念） |
| 1982年 | 46勝   | 388回  | .119 | メジロファントム（目黒記念・秋） |
| 1983年 | 46勝   | 366回  | .126 | メジロハイネ（セントライト記念） ハーディービジョン（京成杯3歳ステークス、朝日杯3歳ステークス） テュデナムキング（ダービー卿チャレンジトロフィー） |
| 1984年 | 68勝   | 487回  | .140 | メジロハイネ（中山牝馬ステークス） テュデナムキング（中山記念） メジロシートン（アルゼンチン共和国杯） |
| 1985年 | 53勝   | 475回  | .112 | |
| 1986年 | 76勝   | 521回  | .146 | ロンスパーク（鳴尾記念） |
| 1987年 | 68勝   | 558回  | .122 | ストロングレディー（クイーンステークス） カシマウイング（アルゼンチン共和国杯） |
| 1988年 | 55勝   | 513回  | .107 | カシマウイング（アメリカジョッキークラブカップ、京都記念） ダイナアクトレス（スプリンターズステークス） ドクタースパート（京成杯3歳ステークス） |
| 1989年 | 36勝   | 389回  | .093 | ドクタースパート（皐月賞） リンドホシ（京王杯スプリングカップ） トーワトリプル（NHK杯） |
| 1990年 | 65勝   | 461回  | .141 | トーワトリプル（日経新春杯） スカーレットブーケ（札幌3歳ステークス） ドクタースパート（ステイヤーズステークス） リンドシェーバー（朝日杯3歳ステークス） |
| 1991年 | 58勝   | 393回  | .148 | |
| 1992年 | 62勝   | 513回  | .121 | エーピージェット（京成杯） ヒガシマジョルカ（函館記念） ライスシャワー（菊花賞） |
| 1993年 | 79勝   | 626回  | .126 | ライスシャワー（日経賞、天皇賞・春） |
| 1994年 | 86勝   | 684回  | .126 | ビコーペガサス（京成杯） サクラチトセオー（京王杯オータムハンデキャップ） |
| 1995年 | 94勝   | 646回  | .146 | ライスシャワー（天皇賞・春） カネツクロス（エプソムカップ、鳴尾記念） |
| 1996年 | 69勝   | 599回  | .115 | カネツクロス（アメリカジョッキークラブカップ） キングオブケン（クリスタルカップ） ホクトベガ（南部杯） ヒシナイル（フェアリーステークス） |
| 1997年 | 62勝   | 578回  | .107 | スピードワールド（京成杯） アイアムザプリンス（札幌3歳ステークス） グラスワンダー（京成杯3歳ステークス、朝日杯3歳ステークス） エリモシック（エリザベス女王杯） |
| 1998年 | 65勝   | 669回  | .097 | エルコンドルパサー（共同通信杯4歳ステークス、ニュージーランドトロフィー4歳ステークス、NHKマイルカップ） テセウスフリーゼ（さきたま杯） エリモエクセル（優駿牝馬） グラスワンダー（有馬記念） |
| 1999年 | 83勝   | 741回  | .112 | テセウスフリーゼ（黒船賞） エリモエクセル（中京記念、マーメイドステークス、府中牝馬ステークス） ザカリヤ（ニュージーランドトロフィー4歳ステークス） グラスワンダー（京王杯スプリングカップ、宝塚記念、毎日王冠、有馬記念） ブラックタキシード（セントライト記念） マーベラスタイマー（アルゼンチン共和国杯） アグネスデジタル（全日本3歳優駿） |
| 2000年 | 46勝   | 601回  | .077 | アグネスデジタル（名古屋優駿、ユニコーンステークス、マイルチャンピオンシップ） メイショウドトウ（オールカマー） |
| 2001年 | 2勝    | 54回   | .211 | |

### 受賞
- 優秀騎手賞
  - 1984年以前：2回（1977年、1981年）
  - 勝利度数部門：7回（1984－1987年、1993－1995年）
  - 勝率部門：3回（1986年、1993年、1995年）
  - 賞金獲得部門：3回（1993年、1995年、1999年）
- フェアプレー賞：12回（1985年、1987－1989年、1992－1999年）

## 調教師成績
|            | 日付           | 競馬場・開催  | 競走名         | 馬名               | 頭数 | 人気 | 着順 |
| ---------- | -------------- | ------------- | -------------- | ------------------ | ---- | ---- | ---- |
| 初出走     | 2002年3月2日   | 1回中山3日8R  | 4歳上500万下   | ローランドラグーン | 16頭 | 12   | 9着  |
| 初勝利     | 2002年6月1日   | 2回中京5日8R  | 4歳上500万下   | ユウワンキング     | 16頭 | 3    | 1着  |
| 重賞初出走 | 2002年10月12日 | 4回京都3日11R | デイリー杯2歳S | ロケットパンチ     | 13頭 | 11   | 10着 |
| GI初出走   | 2007年5月20日  | 3回東京2日11R | 優駿牝馬       | アドマイヤスペース | 18頭 | 11   | 14着 |

## 著書
- 『夢無限』（流星社、2001年）ISBN 978-4947770035